# Villa G. A. Galante
Die Villa G. A. Galante ist ein Landhaus aus dem 18. Jahrhundert in San Giorgio a Cremano in der italienischen Region Kampanien. Es liegt im Gebiet der Miglio d’oro, in der Via Enrico Pessina, 56.

## Geschichte
Die Villa ließ der italienisch-jüdische Künstler, Adlige und Politiker Michele Lofrano im 18. Jahrhundert errichten. Mitte des 19. Jahrhunderts kaufte die Adelsfamilie Galante das Anwesen uns ließ es komplett umbauen.

## Beschreibung
Trotz der Umbauarbeiten blieben einige originale Elemente aus dem 18. Jahrhundert unverändert erhalten, wie die barocke Hoffassade mit Terrassen und die breite Treppe in Piperno mit wuchernden Kreuzen. Intakt ist auch die hölzerne Stange am Eingangsbogen.
Der Baukörper des Landhauses beherbergte ursprünglich zwei Innenhöfe. In den repräsentativen Innenhof gelangt man durch den Haupteingang, der durch einen breiten Empfangssalon und einen weitläufigen Garten dahinter zur eigentlichen Villa führt. Neben diesem Haupteingang gab es einen zweiten Eingang, der heute von der ‚‚Via Galante‘‘ in das Anwesen führt; er führte zu einem bäuerlichen Innenhof, der landwirtschaftlichen Tätigkeiten diente.